# 伯奈兹河畔马亚克
伯奈兹河畔马亚克（法語：Mailhac-sur-Benaize，法語發音：[majak syʁ bənɛz]）是法国新阿基坦大区上维埃纳省的一个市镇，属于贝拉克区。

## 地理
伯奈兹河畔马亚克（46°19'20"N, 1°19'46"E）面积21.2 平方千米，位于法国新阿基坦大区上维埃纳省，该省份为法国中西部省份，北起顺时针与安德尔省、克勒兹省、科雷兹省、多爾多涅省、夏朗德省和维埃纳省接壤。
与伯奈兹河畔马亚克接壤的市镇（或旧市镇、城区）包括：圣乔治莱朗德、阿尔纳克拉波斯特、克罗马克、圣伊莱尔拉特雷耶、圣莱热马尼亚泽、圣叙尔皮斯莱弗耶。

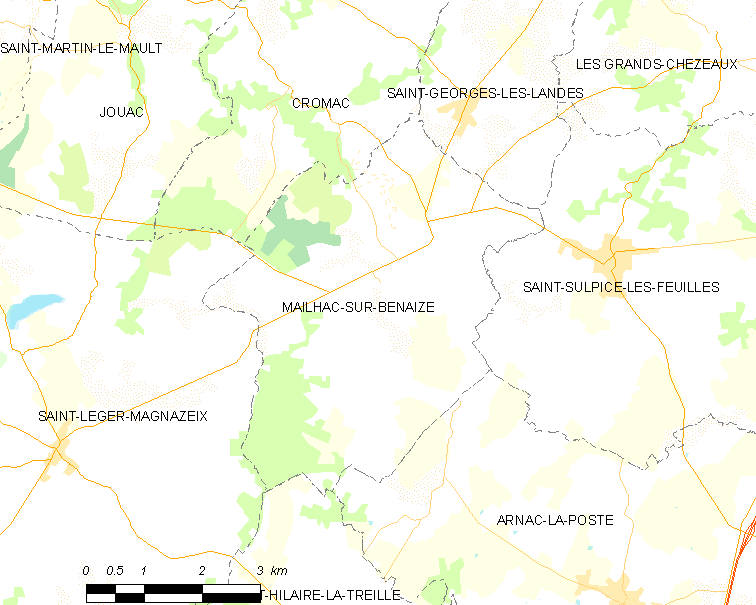
伯奈兹河畔马亚克的OSM定位图

伯奈兹河畔马亚克的时区为UTC+01:00、UTC+02:00（夏令时）。

## 行政
伯奈兹河畔马亚克的邮政编码为87160，INSEE市镇编码为87090。

## 政治
伯奈兹河畔马亚克所属的省级选区为沙托蓬萨克县。

## 人口

1962-2008年间伯奈兹河畔马亚克人口变化图示

伯奈兹河畔马亚克于2022年1月1日时的人口数量为273人。